# Ánh chớp đỉnh
Ánh chớp đỉnh (crown flash) là một hiện tượng thời tiết hiếm khi được quan sát. Nó là sự phát sáng của đỉnh đám mây vũ tích, theo sau đó là sự xuất hiện của các luồng ánh sáng chuyển động (trông giống như luồng cực quang) phát ra từ đỉnh đám mây ra ngoài vùng trời quang mây. Giả thuyết hiện tại về lý do tại sao hiện tượng này xảy ra là ánh sáng Mặt Trời phản xạ hoặc khúc xạ qua các tinh thể băng nhỏ phía trên đỉnh của đám mây tích mưa. Các tinh thể băng này được sắp xếp lại bởi các hiệu ứng điện từ mạnh xung quanh đám mây, vì vậy hiện tượng khúc xạ có thể xuất hiện dưới dạng một cột ánh sáng cao và mảnh, hoặc giống như một luồng sáng lớn của đèn rọi / đèn pin xuyên qua các đám mây. Khi trường điện từ bị nhiễu loạn bởi sự nạp hoặc xả điện tích (thông thường, do sét) trong đám mây, các tinh thể nước đá được tái định hướng gây ra biến đổi hình dạng của ánh sáng khúc xạ, vào những thời điểm ánh sáng thay đổi rất nhanh nó có thể trông như đang "nhảy múa" trong một kiểu dáng chuyển động nổi bật. Hiệu ứng đôi khi cũng được gọi là "Mặt Trời giả nhảy vọt". Cũng như hiện tượng Mặt Trời giả, người quan sát sẽ phải ở một vị trí cụ thể, xác định để quan sát được hiệu ứng, bởi vì ánh sáng đó không phải là từ nguồn tự phát quang như trong khi quan sát một tia sét hay cực quang, mà đây là sự phản xạ / khúc xạ thay đổi của ánh sáng Mặt Trời.
Mô tả khoa học đầu tiên về ánh chớp đỉnh hình như được đăng trên tạp chí Weekly Weather Review năm 1885 , theo Sách Kỷ lục Guinness . Nó cũng được đề cập trong tạp chí Tự nhiên năm 1971  và trong một bức thư gửi tạp chí Tự nhiên sớm hơn một chút cùng năm đó, hiện tượng này bị coi là hiếm và đã không được ghi chép lại kỹ lưỡng. Bắt đầu từ năm 2009, xuất hiện một số video trên YouTube đã ghi lại được hiện tượng này.